# Kierlikówka
Kierlikówka – wieś w Polsce położona w województwie małopolskim, w powiecie bocheńskim, w gminie Trzciana.
| SIMC    | Nazwa       | Rodzaj    |
| ------- | ----------- | --------- |
| 0838743 | Dołki       | część wsi |
| 0838750 | Dział       | część wsi |
| 0838766 | Kupki       | część wsi |
| 0838772 | Lutry       | część wsi |
| 0838789 | Orzechówka  | część wsi |
| 0838795 | Pod Dąbry   | część wsi |
| 0838803 | Poddołcze   | część wsi |
| 0838810 | Podwójtówka | część wsi |
| 0838826 | Zagórze     | część wsi |
| 0838832 | Zagrody     | część wsi |

W latach 1975–1998 miejscowość administracyjnie należała do województwa tarnowskiego. Miejscowość położona jest na Pogórzu Wiśnickim, w dolinie potoku Rdzawka oraz na grzbiecie oddzielającym tę dolinę od doliny Saneckiego Potoku.
W Kierlikówce urodził się działacz niepodległościowy Jan Kądziela.

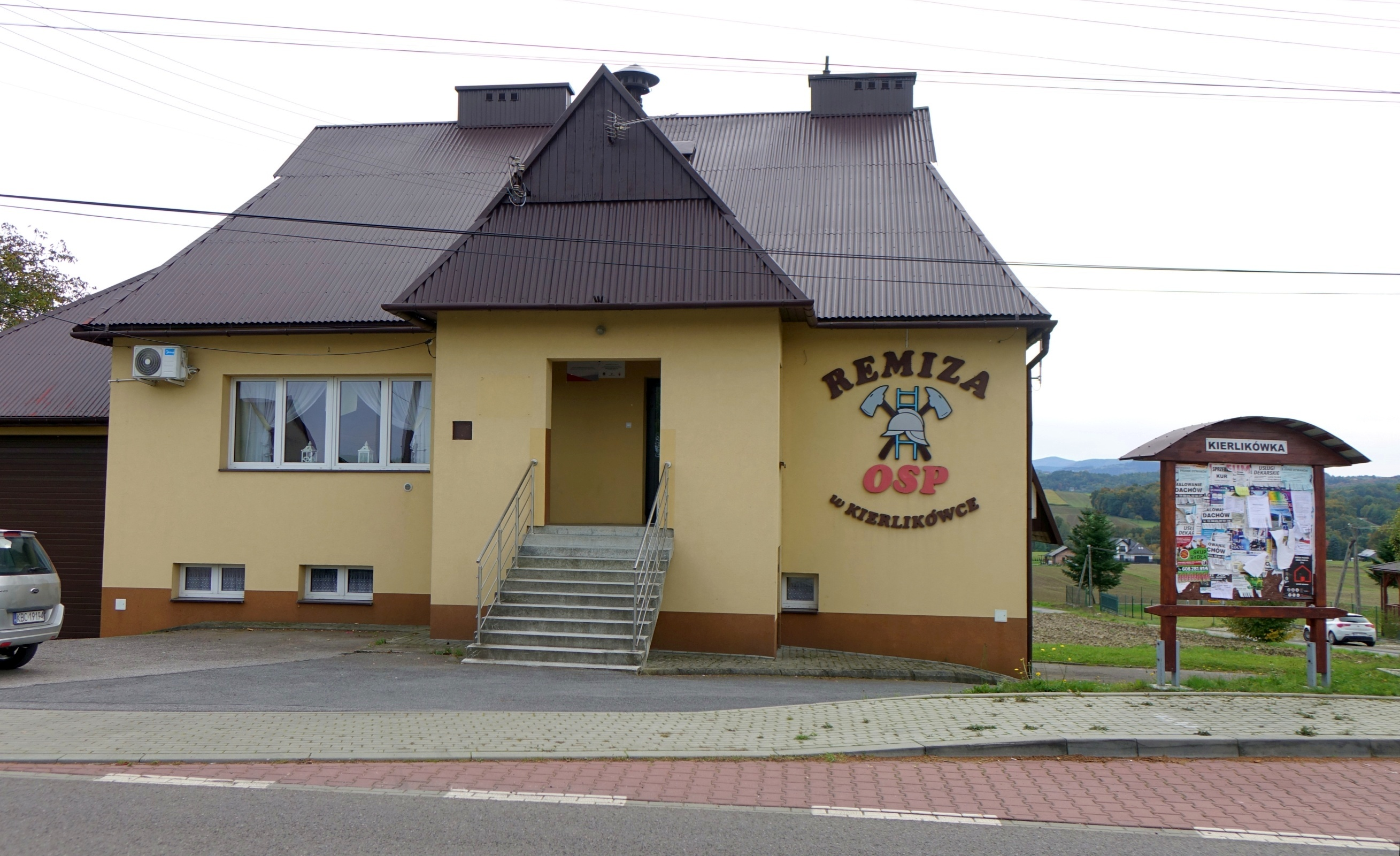
Remiza OSP
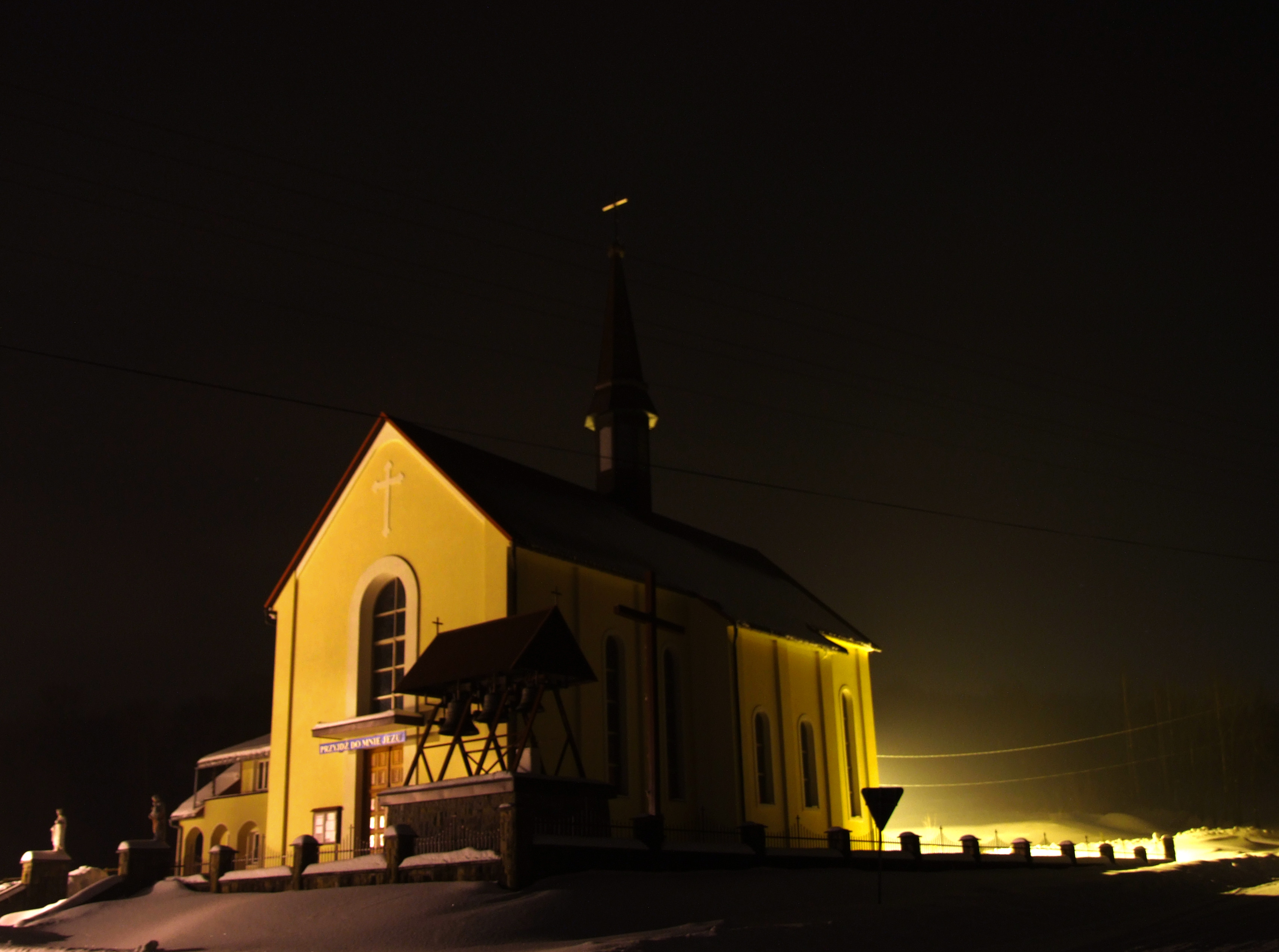
Kościół nocą